# (11142) Facchini
(11142) Facchini (1997 AP17) – planetoida z pasa głównego asteroid okrążająca Słońce w ciągu 5,18 lat w średniej odległości 2,99 j.a. Odkryta 7 stycznia 1997 roku.